# Little Mink Lake
Little Mink Lake är en sjö i Kanada.   Den ligger i countyt Lennox and Addington County och provinsen Ontario, i den sydöstra delen av landet, 140 km väster om huvudstaden Ottawa. Little Mink Lake ligger 340 meter över havet. Arean är 0,14 kvadratkilometer. Den ligger vid sjön Whitefish Lake. Den sträcker sig 0,4 kilometer i nord-sydlig riktning, och 0,8 kilometer i öst-västlig riktning.
I omgivningarna runt Little Mink Lake växer i huvudsak blandskog. Runt Little Mink Lake är det mycket glesbefolkat, med 2 invånare per kvadratkilometer.